# Metacoryna
Metacoryna là một chi bọ cánh cứng trong họ Chrysomelidae.
Chi này được miêu tả khoa học năm 1888 bởi Jacoby.

## Các loài
Các loài trong chi này gồm:
- Metacoryna acobyi Bowditch, 1923
- Metacoryna fulvicollis Jacoby, 1888
- Metacoryna fulvipes Jacoby, 1888
- Metacoryna guatemalensis Jacoby, 1888
- Metacoryna laevipennis Jacoby, 1892
- Metacoryna pretiosa Jacoby, 1892